# Walter Marshal, 5. Earl of Pembroke
Walter Marshal, 5. Earl of Pembroke, (* 1196; † 24. November 1245) war ein englischer Magnat.

## Herkunft
Walter Marshal entstammte der anglonormannischen Familie Marshal. Er war der vierte Sohn von William Marshal, 1. Earl of Pembroke und dessen Frau Isabel de Clare, 4. Countess of Pembroke; zum Zeitpunkt ihrer Hochzeit war die Mutter der einzige legitime Nachkomme von Richard de Clare, 2. Earl of Pembroke und eine der reichsten Erbinnen Englands. Nach William Marshals Tod im Jahr 1219 erbten nacheinander Walters ältere Brüder William, Richard und Gilbert die Besitzungen der Familie, doch sie starben allesamt kinderlos. Sein ältester Bruder William hatte ihm Goodrich Castle in den Welsh Marches als Lehen überlassen. 1240 unterstützte er seinen Bruder Gilbert bei einem Angriff auf walisische Gebiete in Südwestwales, dabei eroberte er Cardigan Castle. Als Gilbert am 27. Juni 1241 bei einem Turnier getötet wurde, wurde nun Walter zum Erben der Ländereien der Familie und des Titels Earl of Pembroke. Dazu war er Erbe der feudalen Titel Lord of Striguil und Lord of Leinster.

## Dienst als Militär und Tod
Marshal konnte sein Erbe aber erst 1242 antreten, weil er sich wegen der Teilnahme an mehreren Turnieren den Zorn von König Heinrichs III. zugezogen hatte. Diese hatte der König ausdrücklich mit der Begründung verboten, er wolle nicht, dass seine Untertanen einander im Sport töteten. Marshal, der das Turnier besucht hatte, bei dem sein Bruder Gilbert getötet wurde, sollte dessen Widersetzlichkeit büßen. Er musste ein Jahr warten, ehe er die Earlswürde und das Erbamt des Lord Marshal erlangte. Im gleichen Jahr begleitete er König Heinrich III. auf seinen Feldzug in die Saintonge. Als es 1244 gegen Fürst Dafydd ap Llywelyn erneut zum Krieg in Wales kam, unterstützten seine Vasallen das königliche Heer. Marshal selbst hat vermutlich nicht an dem Feldzug des Königs teilgenommen. Im Juli 1245 erkrankte er in Goodrich Castle und starb vier Monate später. Er wurde in Tintern Abbey in Monmouthshire begraben.

## Familie und Erbe
Am 6. Januar 1242 hatte Walter Margaret de Lacy, Countess of Lincoln, die wohlhabende Witwe von John de Lacy, 1. Earl of Lincoln und Mutter zweier Kinder geheiratet. Die Ehe blieb kinderlos, weshalb nun Walters jüngerer Bruder Anselm Marshal der Erbe wurde. Als auch dieser nur einen Monat später ebenfalls kinderlos starb, wurde der gewaltige Familienbesitz mit Ländereien in England, Südwales und Leinster in Irland unter den fünf Schwestern Walters bzw. deren Erben aufgeteilt, sodass das Erbe an die Familien Bigod, Clare, Ferrers, Mortimer, Bohun, Cantilupe, Valence und Hastings fiel. Walters Witwe Margaret erhielt auf Lebenszeit mehrere Güter in Pembrokeshire als Wittum, 1254 erhielt sie dazu den Großteil von Kildare in Irland.